# Leenschap Botroun

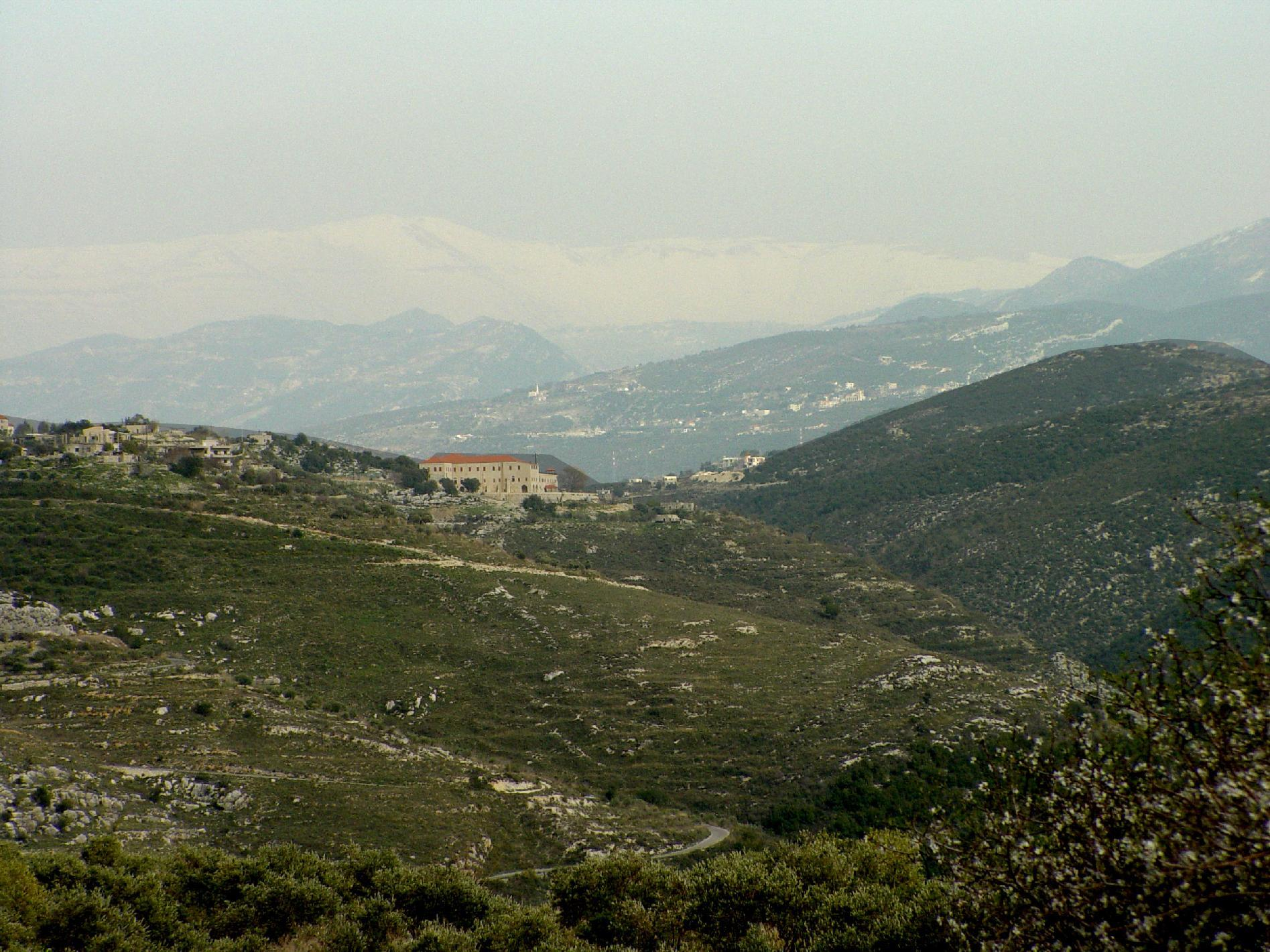
Het Zayn gebergte in de omgeving van Batroun, dat ook gedeeltelijk tot het leenschap behoorde.

Het Leenschap Botroun (of Heerlijkheid Botroun) was een middeleeuws leenschap van het Graafschap Tripoli en is ontstaan na de gebeurtenissen van de Eerste Kruistocht. Het gebied concentreerde zich rond het stadje Batroun en het kasteel Mousaylah, waar de heren van Batroun verbleven.

Het hedendaagse Mseilha kasteel (vroeger Mousaylah genaamd)

## Kasteel Mousaylah
Over wanneer het kasteel gebouwd is, bestaat nog veel onduidelijkheid. Mogelijk was het al een ruïne voordat de kruisvaarders kwamen en hebben die het opnieuw gebouwd. Het hedendaagse kasteel is nu een ruïne en werd gebouwd op een geïsoleerde massieve rots, met bijgelegen massieve heuvel omringd door een vlakke zandgrond. Het kasteel bestaat verder uit twee vloerlagen en is alleen bereikbaar door een uitgehouwen trap.

## Geschiedenis
Uit historische bronnen is nog onduidelijk gebleven of het leenschap vlak na de Eerste kruistocht al is gesticht. Voor het jaartal 1174 zou het leenschap al in bezit zijn van Raymond van Agout, maar mogelijk werd het grondbezit al eerder behouden door kruisvaartheren. Italiaans kroniekschrijver Luigi Tommaso weet meer te vertellen over de heren van Batroun vanaf 1174, het bezit behoort dan tussen (1174-1181) aan Willem Dorel, die in 1181 overlijdt. Zijn enige erfgenaam is zijn dochter Cecile Dorel, die door haar leenheer Raymond III van Tripoli uitgehuwd wordt aan een Italiaanse koopman, genaamd Plivano. Deze zou 10.000 bezanten betaald hebben voor haar hand. Of het leenschap erbij hoorde via het huwelijk is onduidelijk gebleven, maar heer van Batroun mocht hij zich wel noemen. Hier ging nog een dispuut aan vooraf, Raymond van Tripoli zou de hand van zijn vazal aan Geraard de Ruddervoorde hebben beloofd. Na 1206 werd het gebied weer gevorderd door het Vorstendom Antiochië, de kleinzoon van Bohemund III van Antiochië, kreeg het leenschap weer in handen via een huwelijk met Plivano's enige dochter. De kleinzoon ook Bohemund genaamd kreeg vier kinderen met haar, de oudste zoon Jan overleed in gevangenschap enkele maanden nadat zijn vader overleed in 1244. Zijn broer Willem erfde het tot 1262, waarna zijn broer Jacobus het leen overnam. Zijn nakomelingen droegen de titel van heren van Batroun tot 1282, toen de mammelukken het gebied innamen.

## Heren van Botroun
- Raymond van Agout
- Willem Dorel (vanaf 1174)
  - Cecile (Lucie) Dorel
- Plivano van Pisa (1181-1206)
  - Isabella (Plivano)
- Bohemund van Poitiers, heer van Botroun († 1244) was een kleinzoon van Bohemund III van Antiochië, samen met Isabella kreeg hij vier kinderen:
  - Jan van Botroun (overlijdt in gevangenschap 1244)
  - Willem II van Antiochië, heer van Botroun (1244-1262), huwt Agnes van Sidon-Sagette en krijgen samen een zoon;
    - Jan van Botroun, huwt Lucie Embriaco van Giblet (zonder nageslacht)

  - Jacobus van Botroun (1262-1277) huwt Clarence Hazart en krijgt drie kinderen met haar;
    - Rudolf (Rostain) van Botroun (1277-1282)
    - Willem van Botroun
    - Alice van Botroun
- Isabella van Botroun

Lijst is niet compleet